# إلهام (تصوف)
الإلهام لغة:

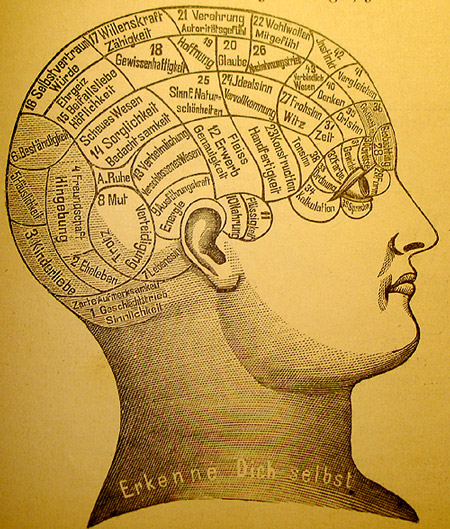

- التلقين: تقول ألهمه الله الخير أي لقنه إياه.[2]
- قال ابن منظور «ما يلقي في الروح» أو «أن يلقي الله في النفس أمرا يبعثه على الفعل أو الترك» [3]

الإلهام مصطلحَ تصوف
- ما يلقى في الروع بطريق الفيض.
- ما وقع في القلب من علم، وهو يدعو إلى العمل من غيراستدلال بآية، ولا نظر في حجة
- يطلق الإلهام على «العلم اللدنّي» كما بين ذلك ابن القيم بقوله «والعلم الدني: هو العلم الذي يقذفه الله في القلب إلهاما بلا سبب من العبد واستدلال ولهذا سمى لدنّيا» [4]

وهو ليس بحجة عند العلماء، إلا عند الصوفيين. الفرق بينه وبين الإعلام: أن لإلهام أخص من الإعلام، لأنه قد يكون بطريق الكسب، وقد يكون بطريق التنبيه

## أقوال العلماء
- الغوث الأعظم عبد القادر الكيلاني «الإلهام: هو خطاب يرد على الضمائر من قبل الملك. وعلامته: أنه يرد بموافقة العلم، وكل الهام لا يشهد له ظاهر فهو باطل»[5]
- الإمام فخر الدين الرازي يقول: «الإلهام... هو خطور رأي بالبال وغلبة على القلب» [6]
- الشيخ عماد الدين الأموي يقول: «الإلهام: هي الخواطر إن كانت تدعو إلى الخير» [7]
- الشيخ علي الخواص يقول: «الإلهام: هو وحي المبشرات، وحقيقةً: أنه خبر إلهي على يد ملك مغيب عن ذلك الملهم فما انقطع بعد النبي إلا وحي التشريع فقط، أما التعريف بأمور مجملة في الكتاب أو السنة فهو باق لهذه الأمة»[8]
- الشيخ عبد الوهاب الشعراني يقول: «الإلهام: هو ما يكون معنى يجده الموحى إليه في نفسه من غير تعلق حس ولا خيال بمن نزل»
- يقول «الإلهام: هو إخبار بالأمور على ما هي عليه في نفسها» [9]
- الشيخ أحمد السرهندي يقول: «الإلهام: هو مظهر الكمالات الخفية للدين، لا مثبت الكمالات الزائدة في الدين، كما أن الاجتهاد مظهر للأحكام» [10]